# 小田原都市圏
小田原都市圏（おだわらとしけん）は、神奈川県小田原市を中心とする都市圏である。
2015年の国勢調査基準の調査時には、隣接する東京都市圏に吸収され、当都市圏は消滅した。

## 定義
一般的な都市圏の定義については都市圏を参照。

### 「10% 都市圏」（通勤圏）
- 小田原市を中心市とする都市雇用圏（10 % 通勤圏）の人口は33万5188人（2010年国勢調査基準）。
- 中心 DID（人口集中地区）人口は17万2603人（2010年）。

都市雇用圏（10 % 通勤圏）の変遷
| 自治体 ('80) | 1980年                   | 1990年                   | 1995年                   | 2000年                   | 2005年                   | 2010年                   | 自治体 ('10) |
| ------------ | ------------------------ | ------------------------ | ------------------------ | ------------------------ | ------------------------ | ------------------------ | ------------ |
| 山北町       | 小田原 都市圏 30万2668人 | 小田原 都市圏 32万7585人 | 小田原 都市圏 33万6787人 | 小田原 都市圏 33万7568人 | 小田原 都市圏 33万6726人 | 小田原 都市圏 33万5188人 | 山北町       |
| 松田町       | 小田原 都市圏 30万2668人 | 小田原 都市圏 32万7585人 | 小田原 都市圏 33万6787人 | 小田原 都市圏 33万7568人 | 小田原 都市圏 33万6726人 | 小田原 都市圏 33万5188人 | 松田町       |
| 大井町       | 小田原 都市圏 30万2668人 | 小田原 都市圏 32万7585人 | 小田原 都市圏 33万6787人 | 小田原 都市圏 33万7568人 | 小田原 都市圏 33万6726人 | 小田原 都市圏 33万5188人 | 大井町       |
| 開成町       | 小田原 都市圏 30万2668人 | 小田原 都市圏 32万7585人 | 小田原 都市圏 33万6787人 | 小田原 都市圏 33万7568人 | 小田原 都市圏 33万6726人 | 小田原 都市圏 33万5188人 | 開成町       |
| 南足柄市     | 小田原 都市圏 30万2668人 | 小田原 都市圏 32万7585人 | 小田原 都市圏 33万6787人 | 小田原 都市圏 33万7568人 | 小田原 都市圏 33万6726人 | 小田原 都市圏 33万5188人 | 南足柄市     |
| 小田原市     | 小田原 都市圏 30万2668人 | 小田原 都市圏 32万7585人 | 小田原 都市圏 33万6787人 | 小田原 都市圏 33万7568人 | 小田原 都市圏 33万6726人 | 小田原 都市圏 33万5188人 | 小田原市     |
| 真鶴町       | 小田原 都市圏 30万2668人 | 小田原 都市圏 32万7585人 | 小田原 都市圏 33万6787人 | 小田原 都市圏 33万7568人 | 小田原 都市圏 33万6726人 | 小田原 都市圏 33万5188人 | 真鶴町       |
| 湯河原町     | 小田原 都市圏 30万2668人 | 小田原 都市圏 32万7585人 | 小田原 都市圏 33万6787人 | 小田原 都市圏 33万7568人 | 小田原 都市圏 33万6726人 | 小田原 都市圏 33万5188人 | 湯河原町     |
| 箱根町       | -                        | -                        | -                        | -                        | -                        | -                        | 箱根町       |